# Steven Saunders
Steven Saunders (ur. 23 lutego 1991 w Rutherglen) – szkocki piłkarz występujący na pozycji obrońcy. Zawodnik klubu The New Saints.

## Kariera klubowa
Saunders zawodową karierę rozpoczynał w 2008 roku w zespole Motherwell ze Scottish Premier League. W tych rozgrywkach zadebiutował 29 listopada 2008 roku w przegranym 0:2 pojedynku z Aberdeen. W sezonie 2008/2009 rozegrał 3 ligowe spotkania, a w lidze zajął z klubem 7. miejsce. Od następnego sezonu stał się podstawowym graczem Motherwell. 24 kwietnia 2010 roku w wygranym 2:0 spotkaniu z Hearts strzelił pierwszego gola w Scottish Premier League. W sezonie 2009/2010 zagrał w 25 ligowych meczach i zdobył 1 bramkę. Na koniec tamtego sezonu zajął z zespołem 5. miejsce w lidze.
W 2013 roku Saunders odszedł do Ross County, a w 2015 roku przeszedł do Dumbarton. Z kolei w 2016 roku został zawodnikiem walijskiego The New Saints.

## Kariera reprezentacyjna
Saunders jest byłym reprezentantem Szkocji U-19. W 2010 roku zadebiutował w kadrze Szkocji U-21. 16 listopada tego samego roku w wygranym 3:0 towarzyskim meczu z Wyspami Owczymi zadebiutował w pierwszej reprezentacji Szkocji.